# Stipes
Stipes (lat. ≃ "deblo, klada) je dio oltara.
Oltarna menza nalazi se na stipesu. U starom kršćanstvu jedna je od četiriju noga. Izgled mu se mijenja u ranom srednjem vijeku. S predromanikom i poslije kamene je građe. Kao gradivni materijal koristi se kamen klesanac ili kamen lomljenac sa žbukom. Promjena dolazi u 19. stoljeću, kad ispred njega dolazi antependij.
U krilnom oltaru iznad stipesa je menza, a ispod njega je supedanej i stube.